# Montañas Akaishi
Las montañas Akaishi  (赤石山脈 Akaishi Sanmyaku?), o Alpes del Sur (南アルプス Minami Arupusu?) conforman una cadena montañosa japonesa en el centro Honshū y que bordea las prefecturas de Nagano, Yamanashi y Shizuoka.

## Enlaces externos

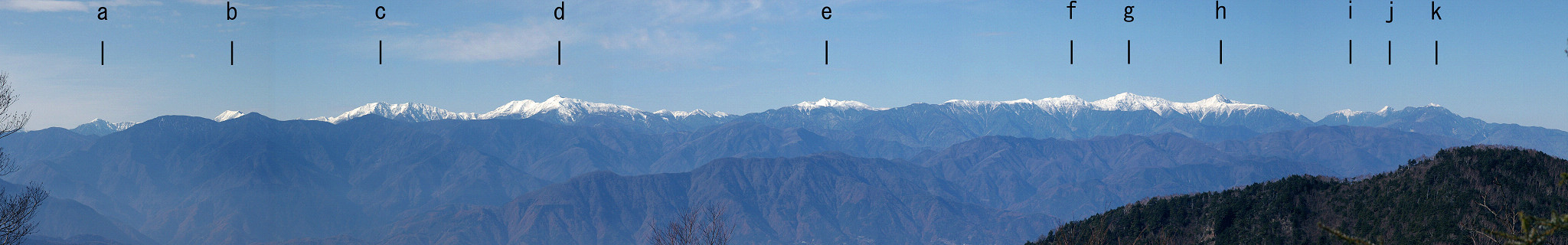
Vista panorámica de las Montañas Akaishi.

## Montañas
- Komagatake (2967 m)
- Senjogatake (3033 m)
- Kitadake (3193 m)
- Noutoridake (3051 m)
- Akashidake (3120 m)
- Hijiridake (3013 m)
- Tekaridake (2591 m)